# Тараканов, Николай Яковлевич
Никола́й Я́ковлевич Тарака́нов (26 ноября 1913 — 15 мая 1991) — советский дипломат. Чрезвычайный и полномочный посол.

## Биография
Член ВКП(б). Окончил Московский городской педагогический институт (1941) и Высшую дипломатическую школу МИД СССР (1958).
- В 1951—1955 годах — советник посольства СССР в Чехословакии.
- В 1955—1958 годах — слушатель ВДШ МИД СССР.
- В 1958—1960 годах — генеральный консул СССР в Бомбее (Индия).
- С 8 сентября 1960 по 27 марта 1965 года — чрезвычайный и полномочный посол СССР на Цейлоне.
- С 20 октября 1966 по 24 июня 1970 года — чрезвычайный и полномочный посол СССР в Австралии.
- В 1970—1974 годах — на ответственной работе в центральном аппарате МИД СССР.

С 1974 года в отставке, на научно-преподавательской работе в Дипломатической академии МИД СССР.